# Rogatchevo (base aérienne)
Pour les articles homonymes, voir Rogatchevo.
Rogatchevo ou Amderma-2 (А́мдерма-2) (en russe : Рогачёво, que l'on trouve également sous le nom de Belouchia, Rogachvo ou Rogatschovo dans certaines sources) est une base aérienne de l'armée de l'air russe située en à 9 km au nord-est de Belouchia Gouba sur l'île de la Nouvelle-Zemble en Russie. Elle est utilisée à l'origine comme une base d'armement et de ravitaillement pour les vols des bombardiers intercontinentaux de l'Aviation à long rayon d'action (elle est alors considérée comme un aérodrome « de rebond »). La base remplit un rôle d'intercepteur pendant les années 1960, en partie pour dissuader les opérations des SR-71 dans la région arctique.
La principale unité stationnée dans la base de Rogatchevo est le 641 Gv IAP (641e régiment de gardes d'interception de l'aviation). Ce dernier utilisait des Yak-28P (Firebar), avant de recevoir des Su-27 (Flanker) en 1985. Il est possible qu'en 1993 cette unité ait été réaffectée à la base aérienne d'Afrikanda (en). Pendant les années 1970, les Tu-128 (Fiddler) étaient fréquemment déployés à Rogatchevo depuis des bases aériennes situées plus au sud. Vers 1990, des MiG-31 (Foxhound) sont déployés par intermittence. La base aérienne de Rogatchevo était largement liée à sa base aérienne de soutien, l'aéroport de Narian-Mar.